# КТМ/КТП-3
КТМ/КТП-3 — експериментальний радянський трамвайний потяг з високопідлогових двовісних моторних та причіпних трамвайних вагонів, побудований на Усть-Катавському вагонобудівному заводі імені С. М. Кірова в 1962 році. Трамвайні вагони КТМ/КТП-3 розроблялися як заміна експлуатованим з 1958 року трамваям КТМ/КТП-2, призначеним для експлуатації в малих та середніх містах СРСР.

## Передумови до створення
У 1930-х роках в Сполучених Штатах Америки набули поширення так звані «трамваї PCC», що випускалися низкою виробників для різних трамвайних господарств своєї країни та на експорт. Вони відрізнялися зовні великою різноманітністю, мали ряд спільних рис — були чотиривісними (два двовісні візки) односторонніми вагонами для роботи на нетупикових лініях з оборотними кільцями або трикутниками. PCC-подібні вагони, як правило, оснащувалися безрамними візками мостового типу з магніторельсовими гальмами, автоматичною реостатно-контакторною системою керування струмом через тягові двигуни вагона зі складним електромеханічним регулюючим вузлом — так званий вузол. Деякі з них мали пневмообладнання для гальм і механізмів відкриття-закриття дверей, інші обходилися суто електричними приводами на базі соленоїдів і сервомоторів. Такі особливості конструкції дозволяли трамвайним господарствам успішніше конкурувати з динамічно розвиваючимся автобусним транспортом і автомобілями.
У СРСР після закінчення німецько-радянської війни ретельно вивчався передовий закордонний досвід для вибору шляхів подальшого розвитку трамвайного транспорту. Найближчим до PCC-подібним трамваям став ризький РВЗ-6 (перероблений з урахуванням патентного права і без прискорювача), але і для відмінних від «концепції PCC» видів трамвайного рухомого складу було визнано корисним випробувати деякі нововведення, зокрема відмову від пневмоустаткування. Хоча вартісні переваги та недоліки цього рішення важко визначити (пневматика замінювалася на велику кількість міді та інших кольорових металів електричні пристрої), вигідним видавалося зниження витрат на експлуатацію трамваїв без пневматики шляхом виключення досить трудомісткого технічного обслуговування пневматичної підсистеми. Виходячи з цих передумов, УКВЗ отримав завдання на розробку та будівництво дослідного зразка рухомого складу без пневматики, яким і став КТМ/КТП-3 на базі серійних КТМ/КТП-2.

## Опис
З технічної точки зору, моторний КТМ-3 і причіпний КТП-3 вагони були модернізованими версіями серійно КТМ-2 і КТП-2, тому в літературі іноді зустрічається позначення цих вагонів як КТМ-2М і КТП-2М. На експериментальному поїзді завод спробував реалізувати нові технічні рішення, що використовувалися в 1960-ті роки на нових трамвайних вагонах інших виробників, зокрема, у КТМ/КТП-3 все пневматичне обладнання було замінено на аналоги з електроприводом, результати випробувань КТМ/КТП-3 невідомі, у серійне виробництво цей варіант поїзда з двовісного моторного і причіпного вагонів не пішов. Деякі напрацювання по електричній частині гальмівних механізмів були використані в конструкції серійного чотиривісного трамвайного вагона КТМ-5, який також не мав пневмообладнання. Дослідний трамвайний потяг КТМ/КТП-3 не зберігся.